# Folia Biologica
Folia Biologica – kwartalnik wydawany w Krakowie od 1953 roku przez Instytut Systematyki i Ewolucji Zwierząt Polskiej Akademii Nauk. Od 2018 roku ukazuje się wyłącznie w formie elektronicznej. 

## Charakterystyka
Pismo poświęcone jest zoologii ogólnej i systematycznej, biologii zwierząt; większość rozpraw publikowanych jest w języku angielskim. Pismo objęte jest statystyką w ramach Indeksu cytowań; nakład sięga 300 egz, redaktorzy naczelni: Stanisław Skowron (1953–1975), Maria Jordan (1976–1984), Maria Jordan i Halina Kościuszko (1985–1990), Halina Kościuszko (1991–2013), Anna Maryańska-Nadachowska (od 2014). 
W latach 1953–2017 pismo ukazywało się w formie drukowanej. Od 2018 roku wyłącznie elektronicznej.  Objęte statystyką cytowań w Science Citation Index.